# Viviendas de la Calle 78 Este
Viviendas de la Calle 78 es un edificio histórico ubicado en Nueva York, Nueva York. El edificio se encuentra inscrito en el Registro Nacional de Lugares Históricos desde el 25 de marzo de 1980. 

## Ubicación
Las viviendas de la Calle 78 se encuentran dentro del condado de Nueva York en las coordenadas 40°46′26″N 73°57′32″O / 40.773889, -73.958889.